# Baccalauréat sciences et technologies industrielles en système motorisé
Pour un article plus général, voir Baccalauréat technologique.
 (mars 2010).
Si vous disposez d'ouvrages ou d'articles de référence ou si vous connaissez des sites web de qualité traitant du thème abordé ici, merci de compléter l'article en donnant les références utiles à sa vérifiabilité et en les liant à la section « Notes et références ».
Le baccalauréat sciences et technologies industrielles option système motorisé est un baccalauréat technologique.
Ce bac a été supprimé en juin 2012 et remplacé par le bac plus généraliste le bac STI2D option ITEC (Innovation Technique et Eco-Conception)

## Descriptif

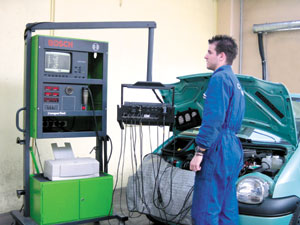
Contrôle moteur

Le génie mécanique est l'ensemble des connaissances et des techniques permettant de comprendre la construction et le fonctionnement de machines. Tout titulaire d'un baccalauréat technologique STI spécialité génie mécanique est donc formé à la mécanique, à l'automatique, à l'informatique industrielle et à la physique appliquée.
L'option systèmes motorisés forme à l'étude, à la maintenance et aux essais de systèmes motorisés, à l'étude des constituants d'un moteur et des éléments nécessaires à son réglage et à son amélioration, et aux techniques de diagnostic. Le titulaire de cette option est capable d'intervenir également sur des systèmes automatisés ou sur des systèmes d'informatique industrielle. Il est spécialisé dans les moteurs et leur assemblage, et dans la maintenance des véhicules. Pour intervenir efficacement dans un atelier de réparation d'engins motorisés (automobiles, poids lourds, engins de chantier, engins agricoles, bateaux de plaisance ou autres), le technicien doit être capable d'effectuer les mesures physiques nécessaires au diagnostic. L'analyse fonctionnelle, indispensable à la bonne compréhension du fonctionnement des systèmes, représente une part importante de la formation.
Il est conseillé aux élèves qui choisissent cette voie, de faire une seconde déjà orientée automobile.

## Contenu de la formation
Les enseignements dispensés dans cette formation, sont conformes à ceux de tous les baccalauréats technologiques.
La productique, l'étude des constructions, l'Automatique et Informatique Industrielle en 1re et Terminale, font l'objet d'une pédagogie basée le plus souvent sur des supports ayant trait à l'automobile.

## Organisation de la formation
| Matières                                 | 1re | Terminale |
| ---------------------------------------- | --- | --------- |
| Lettres                                  | 3 h | -         |
| Philosophie                              | -   | 2 h       |
| Langues vivantes                         | 2 h | 2 h       |
| Histoire - Géographie                    | 2 h | -         |
| Mathématiques                            | 4 h | 4 h       |
| Physiques - Chimie                       | 4 h | 4 h       |
| Éducation Physique et Sportive           | 2 h | 2 h       |
| Productique (automobile)                 | 7 h | 8 h       |
| Études des constructions                 | 7 h | 7,5 h     |
| Automatique et informatique industrielle | 3 h | 3 h       |
| Modules                                  | 2 h | -         |

|  |  |

## Poursuite d'études
- BTS Après-vente automobile
- BTS Moteurs à combustion interne
- BTS maintenance des matériels de travaux publics et de manutention MAVETPM
- BTS...
- DUT Génie Mécanique & Productique
- DUT Génie Thermique & Énergie
- Technicien supérieur

À l'issue de ces diplômes, les étudiants peuvent envisager de préparer, à l'université, une licence pro dans le même domaine.